# جاريت مواجاتوتيا
جاريت مواجاتوتيا (مواليد 26 فبراير 1988) هو لاعب كرة طائرة أمريكي يلعب في النادي الأهلي، شارك مع منتخب الولايات المتحدة في بطولة العالم لكرة الطائرة للرجال 2014.